# تنگه خوران
تنگه خوران یا تنگه قشم تنگه باریکی است که جزیره قشم را از سرزمین اصلی ایران جدا می‌کند. این تنگه همسایه بسیار کوچکتر تنگه هرمز است. خور خوران در مجاورت این تنگه قرار دارد.
این تنگه میزبان یکی از مناطق جنگل حرا در خلیج فارس است که بخشی از ذخیره‌گاه زیست‌کره حرا به‌شمار می‌رود. این منطقه از سال ۱۹۷۵ یکی از مناطق تحت حفاظت کنوانسیون رامسر است.